# Ахметов, Кайрат Жумашович
Кайрат Жумашович Ахметов (каз. Қайрат Жұмашұлы Ахметов; род. 6 января 1965, Туленгут, Целинный край) — казахстанский государственный деятель, аким города Костаная (2019—2022).

## Биография
Кайрат Ахметов родился 6 января 1965 года в селе Туленгут Боровского района Кустанайской области.
В 1987 году окончил Целиноградский сельскохозяйственный институт по специальности «агрономия».

## Трудовая деятельность
Трудовую деятельность начал в 1987 году агрономом отделения совхоза «Каменск-Уральский» Боровского района Кустанайской области.
С апреля 1988 года по январь 1989 года — инженер-гидротехник совхоза «Каратальский» Боровского района Кустанайской области.
В 1989—1993 годах — старший агроном, экономист, управляющий отделением совхоза «Новонежинский» Аулиекольского района Кустанайской области.
В 1993—1994 годах — главный агроном совхоза «Казанбасский» Аулиекольского района Кустанайской области.
В 1994—1997 годах — исполнительный директор, директор коллективного предприятия «Казанбасский» Аулиекольского района Кустанайской области.
В 1997—2000 годах — директор ТОО «Кызыл-Тан» «Казанбасский» Аулиекольского района Костанайской области.
В марте 2000 года поступил на государственную службу. Занимал должность начальника Костанайского областного территориального управления Министерства сельского хозяйства Республики Казахстан.
В 2002—2006 годах — аким Мендыкаринского района Костанайской области.
С июня 2006 по сентябрь 2007 годы — директор департамента сельского хозяйства Костанайской области.
В 2007—2010 годах — аким Карасуского района Костанайской области.
В 2010—2016 годах — аким Фёдоровского района Костанайской области.
В 2016—2019 годах — аким Костанайского района Костанайской области.
В 2019—2022 годах — аким города Костаная.

## Награды
- Указом Президента Республики Казахстан награждён орденом «Курмет» (2008)[3]
- Почётный работник образования Республики Казахстан (2004)
- Золотая медаль «Меценат образования» (2008)
- 2001 — Медаль «10 лет независимости Республики Казахстан»
- 2005 — Медаль «10 лет Конституции Республики Казахстан»
- 2011 — Медаль «20 лет независимости Республики Казахстан»
- 2015 — Медаль «20 лет Конституции Республики Казахстан»
- 2016 — Медаль «25 лет независимости Республики Казахстан»

## Семья
- Жена — Ахметова Мереке Мухтаровна (род. 1965).
- Дети: Шынгыс Кайратович (род. 1986), Мерей Кайратович (род. 1993).